# Copa América de Fútbol Playa 2018
La Copa América de Fútbol Playa 2018 se disputó en la ciudad de Lima, Perú entre el 3 y 10 de marzo de 2018. La sede fue el distrito de Asia, provincia de Cañete, departamento de Lima.

## Equipos participantes
| Equipos participantes | Equipos participantes | Equipos participantes | Equipos participantes | Equipos participantes |
| --------------------- | --------------------- | --------------------- | --------------------- | --------------------- |
| Argentina             | Bolivia               | Chile                 | Paraguay              | Uruguay               |
| Brasil                | Colombia              | Ecuador               | Perú                  | Venezuela             |

## Primera fase
- Los horarios corresponden a la hora de Perú (UTC-5).

### Grupo A
| Equipo    | Pts | PJ | PG | PG+ | PP | GF | GC | DG  |
| --------- | --- | -- | -- | --- | -- | -- | -- | --- |
| Uruguay   | 7   | 4  | 2  | 1   | 1  | 16 | 14 | +2  |
| Ecuador   | 6   | 4  | 1  | 2   | 1  | 25 | 18 | +7  |
| Bolivia   | 5   | 4  | 1  | 1   | 2  | 24 | 23 | +1  |
| Perú      | 3   | 4  | 1  | 0   | 3  | 23 | 22 | +1  |
| Venezuela | 3   | 4  | 1  | 0   | 3  | 13 | 24 | -11 |

| 3 de marzo de 2018 | Uruguay | 3:1 | Venezuela | Complejo deportivo, Asia |             |
| 18:15              |         |     |           | Árbitro(s):              | Árbitro(s): |

| 3 de marzo de 2018 | Perú | 7:7 (t. s.)(7:8 t. s.) | Bolivia | Complejo deportivo, Asia |             |
| 20:45              |      |                        |         | Árbitro(s):              | Árbitro(s): |

- Equipo libre:  Ecuador

| 4 de marzo de 2018 | Uruguay | 2:5 | Bolivia | Complejo deportivo, Asia |             |
| 16:15              |         |     |         | Árbitro(s):              | Árbitro(s): |

| 4 de marzo de 2018 | Perú | 4:4 (t. s.)(3:4 p.) | Ecuador | Complejo deportivo, Asia |             |
| 18:45              |      |                     |         | Árbitro(s):              | Árbitro(s): |

- Equipo libre:  Venezuela

| 5 de marzo de 2018 | Venezuela | 6:4 | Bolivia | Complejo deportivo, Asia |             |
| 16:15              |           |     |         | Árbitro(s):              | Árbitro(s): |

| 5 de marzo de 2018 | Ecuador | 4:4 (t. s.)(1:2 p.) | Uruguay | Complejo deportivo, Asia |             |
| 18:45              |         |                     |         | Árbitro(s):              | Árbitro(s): |

- Equipo libre:  Perú

| 6 de marzo de 2018 | Ecuador | 9:3 | Venezuela | Complejo deportivo, Asia |             |
| 16:15              |         |     |           | Árbitro(s):              | Árbitro(s): |

| 6 de marzo de 2018 | Perú | 4:7 | Uruguay | Complejo deportivo, Asia |             |
| 18:45              |      |     |         | Árbitro(s):              | Árbitro(s): |

- Equipo libre:  Bolivia

| 7 de marzo de 2018 | Ecuador | 8:7 (t. s.)(8:7 t. s.) | Bolivia | Complejo deportivo, Asia |             |
| 16:15              |         |                        |         | Árbitro(s):              | Árbitro(s): |

| 7 de marzo de 2018 | Perú | 8:3 | Venezuela | Complejo Deportivo, Asia |             |
| 18:45              |      |     |           | Árbitro(s):              | Árbitro(s): |

- Equipo libre:  Uruguay

### Grupo B
| Equipo    | Pts | PJ | PG | PG+ | PP | GF | GC | DG  |
| --------- | --- | -- | -- | --- | -- | -- | -- | --- |
| Brasil    | 12  | 4  | 4  | 0   | 0  | 34 | 9  | +25 |
| Paraguay  | 7   | 4  | 2  | 1   | 1  | 29 | 22 | +7  |
| Argentina | 6   | 4  | 2  | 0   | 2  | 13 | 17 | -4  |
| Chile     | 3   | 4  | 1  | 0   | 3  | 13 | 34 | -21 |
| Colombia  | 0   | 4  | 0  | 0   | 4  | 14 | 21 | -7  |

| 3 de marzo de 2018 | Brasil | 7:2 | Colombia | Complejo deportivo, Asia |             |
| 17:00              |        |     |          | Árbitro(s):              | Árbitro(s): |

| 3 de marzo de 2018 | Paraguay | 10:1 | Chile | Complejo deportivo, Asia |             |
| 19:30              |          |      |       | Árbitro(s):              | Árbitro(s): |

- Equipo libre:  Argentina

| 4 de marzo de 2018 | Brasil | 4:0 | Argentina | Complejo deportivo, Asia |             |
| 15:00              |        |     |           | Árbitro(s):              | Árbitro(s): |

| 4 de marzo de 2018 | Colombia | 5:6 | Chile | Complejo deportivo, Asia |             |
| 17:30              |          |     |       | Árbitro(s):              | Árbitro(s): |

- Equipo libre:  Paraguay

| 5 de marzo de 2018 | Argentina | 6:5 | Chile | Complejo deportivo, Asia |             |
| 15:00              |           |     |       | Árbitro(s):              | Árbitro(s): |

| 5 de marzo de 2018 | Paraguay | 6:6 (t. s.)(4:3 p.) | Colombia | Complejo deportivo, Asia |             |
| 17:30              |          |                     |          | Árbitro(s):              | Árbitro(s): |

- Equipo libre:  Brasil

| 6 de marzo de 2018 | Brasil | 13:1 | Chile | Complejo deportivo, Asia |             |
| 15:00              |        |      |       | Árbitro(s):              | Árbitro(s): |

| 6 de marzo de 2018 | Argentina | 5:7 | Paraguay | Complejo deportivo, Asia |             |
| 17:30              |           |     |          | Árbitro(s):              | Árbitro(s): |

- Equipo libre:  Colombia

| 7 de marzo de 2018 | Brasil | 10:6 | Paraguay | Complejo deportivo, Asia |             |
| 15:00              |        |      |          | Árbitro(s):              | Árbitro(s): |

| 7 de marzo de 2018 | Argentina | 2:1 | Colombia | Complejo deportivo, Asia |             |
| 17:30              |           |     |          | Árbitro(s):              | Árbitro(s): |

- Equipo libre:  Chile

## Fase final

### Cuadro general
|  | Semifinales | Semifinales |        |          | Final        | Final        |  |
|  |             |             |        |          |              |              |  |
|  |             |             |        |          |              |              |  |
|  | Uruguay     | 3           |        |          |              |              |  |
|  | Uruguay     | 3           |        |          |              |              |  |
|  | Paraguay    | 11          |        |          |              |              |  |
|  | Paraguay    | 11          |        | Paraguay | 3            |              |  |
|  |             |             |        | Paraguay | 3            |              |  |
|  |             |             | Brasil | 7        |              |              |  |
|  | Brasil      | 6           | Brasil | 7        |              |              |  |
|  | Brasil      | 6           |        |          |              |              |  |
|  | Ecuador     | 2           |        |          | Tercer lugar | Tercer lugar |  |
|  | Ecuador     | 2           |        |          | Tercer lugar | Tercer lugar |  |
|  |             |             |        |          |              |              |  |
|  |             |             |        |          | Uruguay      | 7            |  |
|  |             |             |        |          | Uruguay      | 7            |  |
|  |             |             |        |          | Ecuador      | 4            |  |
|  |             |             |        |          | Ecuador      | 4            |  |
|  |             |             |        |          |              |              |  |

### Quinto lugar
|  | Quinto puesto play-off |   |
|  |                        |   |
|  | 8 de marzo             |   |
|  |                        |   |
|  | Bolivia                | 2 |
|  | Bolivia                | 2 |
|  | Argentina              | 6 |
|  | Argentina              | 6 |

### Séptimo lugar
|  | Séptimo puesto play-off |       |
|  |                         |       |
|  | 8 de marzo              |       |
|  |                         |       |
|  | Perú (p.)               | 4 (2) |
|  | Perú (p.)               | 4 (2) |
|  | Chile                   | 4 (1) |
|  | Chile                   | 4 (1) |

### Noveno lugar
|  | Noveno puesto play-off |   |
|  |                        |   |
|  | 8 de marzo             |   |
|  |                        |   |
|  | Venezuela              | 1 |
|  | Venezuela              | 1 |
|  | Colombia               | 2 |
|  | Colombia               | 2 |

### Semifinales
| 9 de marzo de 2018 | Ecuador | 2:6 | Brasil | Complejo deportivo, Asia |             |
| 19:00              |         |     |        | Árbitro(s):              | Árbitro(s): |

| 9 de marzo de 2018 | Uruguay | 3:11 | Paraguay | Complejo deportivo, Asia |             |
| 20:15              |         |      |          | Árbitro(s):              | Árbitro(s): |

### Noveno puesto
| 8 de marzo de 2018 | Venezuela | 1:2 | Colombia | Complejo deportivo, Asia |             |
| 17:30              |           |     |          | Árbitro(s):              | Árbitro(s): |

### Séptimo puesto
| 8 de marzo de 2018 | Perú | 4:4 (t. s.)(2:1 p.) | Chile | Complejo deportivo, Asia |             |
| 16:15              |      |                     |       | Árbitro(s):              | Árbitro(s): |

### Quinto puesto
| 8 de marzo de 2018 | Bolivia | 2:6 | Argentina | Complejo deportivo, Asia |             |
| 15:00              |         |     |           | Árbitro(s):              | Árbitro(s): |

### Tercer puesto
| 10 de marzo de 2018 | Ecuador | 4:7 | Uruguay | Complejo deportivo, Asia |             |
| 19:00               |         |     |         | Árbitro(s):              | Árbitro(s): |

### Final
| 10 de marzo de 2018 | Brasil | 7:3 | Paraguay | Complejo deportivo, Asia |             |
| 20:15               |        |     |          | Árbitro(s):              | Árbitro(s): |

|                           |
| Bandera de Brasil         |
| Campeón Brasil 2.º título |

## Tabla general
| Pos. | Equipo    | Pts | PJ | PG | PG++ | PG+ | PP | GF | GC | Dif | Rend. |
| ---- | --------- | --- | -- | -- | ---- | --- | -- | -- | -- | --- | ----- |
| 1    | Brasil    | 18  | 6  | 6  | 0    | 0   | 0  | 47 | 14 | 33  | 100%  |
| 2    | Paraguay  | 10  | 6  | 3  | 0    | 1   | 2  | 43 | 32 | 11  | 55,5% |
| 3    | Uruguay   | 10  | 6  | 3  | 0    | 1   | 2  | 26 | 29 | -3  | 55,5% |
| 4    | Ecuador   | 6   | 6  | 1  | 1    | 1   | 3  | 31 | 31 | 0   | 33,3% |
| 5    | Argentina | 9   | 5  | 3  | 0    | 0   | 2  | 19 | 19 | 0   | 60%   |
| 6    | Bolivia   | 5   | 5  | 1  | 1    | 0   | 3  | 26 | 29 | -3  | 33,3% |
| 7    | Perú      | 4   | 5  | 1  | 0    | 1   | 4  | 27 | 26 | 1   | 26,6% |
| 8    | Chile     | 3   | 5  | 1  | 0    | 0   | 4  | 17 | 38 | -21 | 20%   |
| 9    | Colombia  | 3   | 5  | 1  | 0    | 0   | 4  | 16 | 22 | -6  | 20%   |
| 10   | Venezuela | 3   | 5  | 1  | 0    | 0   | 4  | 14 | 26 | -12 | 20%   |